# Strefa tankowania
Strefa tankowania – miejsce na trasie rajdu samochodowego, w którym możliwe jest uzupełnienie paliwa w samochodzie rajdowym.
W strefie tankowania mogą przebywać jedynie członkowie załogi oraz jeden mechanik.